# Nicrophorus vespillo
Nicrophorus vespillo es un escarabajo enterrador descrito por Carl Linnaeus en su histórica décima edición de Systema Naturae de 1758. El escarabajo tiene una distribución paleártica y se encuentra comúnmente en Europa y Asia, extendiéndose desde Europa occidental hasta Mongolia.  Se alimentan de cadáveres animales incluyendo ratones y aves, dirigidos en su búsqueda de alimentos por agudo sentido del olfato. Son uno de los pocos escarabajos con un tipo complejo de desarrollo conocido como hipermetamorfosis. Reciben su nombre por la tendencia de enterrar animales muertos como parte de su ciclo de vida reproductor. 
Generalmente se juntan varias imagos en un cadáver adecuado. Los machos luchan contra los machos, las hembras contra las hembras y luego la pareja más fuerte toma posesión del cadáver. Al cabo de unas horas, se entierra al animal muerto. Después del apareamiento, la hembra ahuyenta al macho y pone unos 20 huevos en una huida que parte del cadáver. 

## Descripción
N. vespillo son escarabajos grandes, de 12 a 25 milímetros (0,5 a 1 plg) de longitud y vuelan con fuerza. La especie se puede reconocer por su cuerpo predominantemente negro, con dos llamativas bandas transversales de color amarillo anaranjado en las alas y llamativas puntas de color rojo anaranjado en las antenas. Los élitros brillantes son más cortos que el abdomen, lo que hace que los últimos segmentos abdominales sobresalgan. 
Se distinguen de otros del género por los largos pelos dorados del cuerpo y las alas, así como por los extremos anaranjados en forma de maza de las antenas y la estructura de las patas traseras. Las patas traseras de ambos sexos están curvadas hacia adentro; las extremidades anteriores de los machos son poderosas. Sus tentáculos son segmentados, los últimos 3 segmentos del tentáculo son de color amarillo rojizo. Se puede ver un pelaje grueso, peludo y amarillo en el borde de su pecho. Sus coberteras alares están revestidas de pelos largos y claros, con una llamativa banda transversal de color naranja.
Hay varias especies que se parecen al escarabajo enterrador de patas torcidas, como el escarabajo enterrador común más pequeño Nicrophorus vespilloides, que, sin embargo, no tiene puntas anaranjadas en sus antenas. Nicrophorus humator, por su parte, es completamente negro; los especímenes negros son poco frecuentes.

## Ciclo de vida
Son escarabajos que viven y ponen huevos cerca de la carroña y participan activamente en la alimentación de las larvas que nacen. El macho busca un cadáver utilizando su buen sentido del olfato y luego secreta atrayentes para las hembras levantando el abdomen en el aire. Se reproducen de mayo a septiembre, y ambos padres participan en la preparación y el cuidado de las crías. Los padres excavarán debajo de cadáveres de animales pequeños adecuados, cubriéndolos también con tierra, para que quede enterrado y listo para que la hembra ponga huevos. Pueden trasladar el cuerpo a un lugar más adecuado antes del entierro. El entierro de un animal pequeño como un ratón puede realizarse en un día. También sucede que un grupo de escarabajos entierra el cebo, después de lo cual la pareja más fuerte ahuyenta a los escarabajos restantes. Después del apareamiento, el macho también es ahuyentado por la hembra.
Después del entierro, le quitan el pelo o las plumas y le dan forma de bola al cadáver dentro de un pequeño espacio subterráneo cavando un túnel lateral a un costado del cadáver. Ponen los huevos que son varias docenas en estos túneles del suelo alrededor de la cámara subterránea. Nacen en una semana, después de lo cual las larvas se arrastran por el pasillo hasta el cebo. Son esperados por la madre que los atrae con pequeños chirridos mediante estridulación. Una vez que los escarabajos jóvenes eclosionan como larvas, ambos padres proceden a alimentarles y protegerles. Este cuidado continúa durante al menos 10 días y cuando las temperaturas son más frías y las crías se desarrollan más lentamente, se prolonga hasta 30 días. 
Después de cinco días, las larvas que nacen de los huevos avisan a la hembra con un chirrido, que las alimenta con alimentos predigeridos del cadáver en descomposición. Posteriormente se alimentan solos. Las crías consumirán directamente el cadáver animal y también comerán alimentos predigeridos regurgitados por sus padres. Después de siete días, la etapa final de su desarrollo es pupar y ocurre en el suelo para luego emerger como escarabajos adultos. Las pupas formadas hacia el final de la temporada de reproducción pueden pasar el invierno en hibernación y emerger como escarabajos juveniles en la primavera siguiente. 

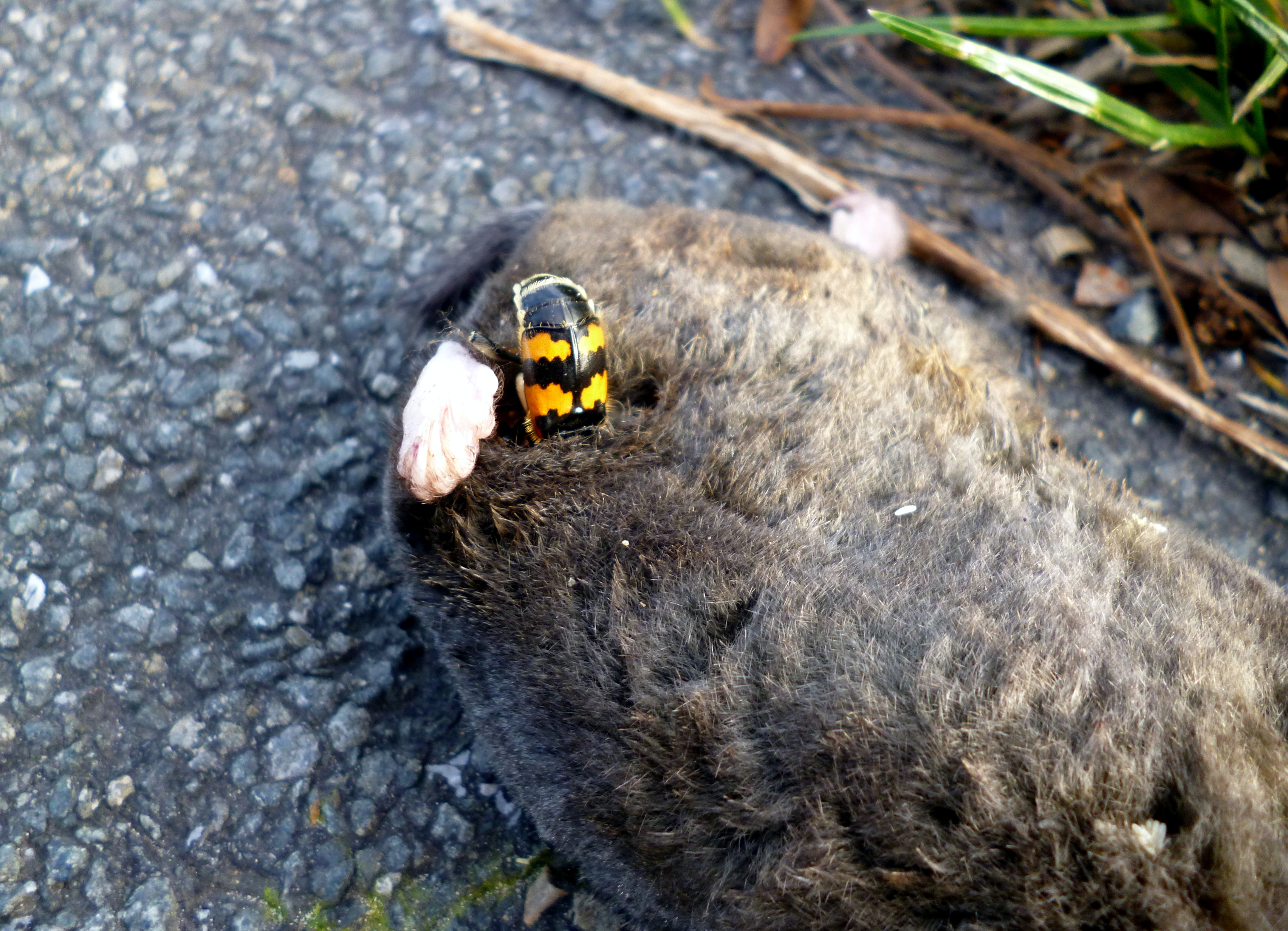
Nicrophorus vespillo sobre un cadáver de topo